# Rhum industriel

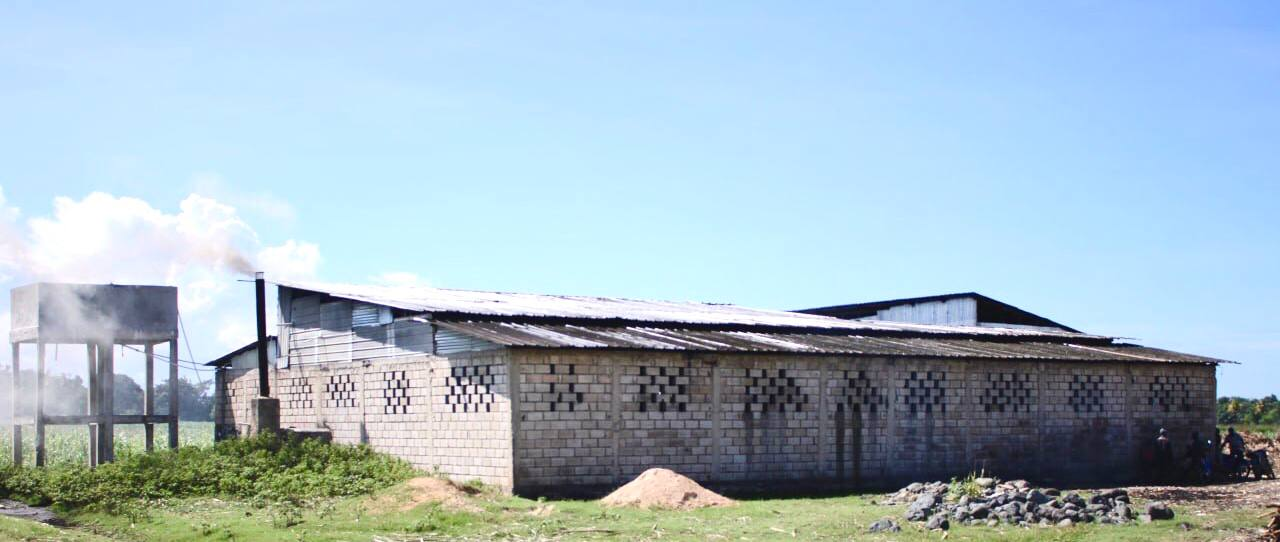
Guildiverie.

Le rhum industriel, également appelé rhum de sucrerie, rhum traditionnel ou guildive, est un rhum (alcool de sucre de canne) produit à partir de la mélasse qui est un résidu de sucrerie. 
Il est plus particulièrement produit dans les régions d'influence anglaise ou espagnole. 
On le distingue du rhum agricole produit à partir du jus de canne appelé vesou et plutôt produit dans les régions d'influence française.

## Histoire
Cet alcool de canne produit dès le XVIe siècle portait différents noms :
- tafia ; ou taffia. En Haïti on utilise le terme de clairin. Pour fabriquer le tafia, une fermentation de trois jours à dix jours est suivie d'une distillation à simple repasse, dans un court alambic au chapeau peu évasé, comme celui des apothicaires du Moyen Âge. Le degré alcoolique ne dépasse pas 30° (la preuve d'alors consistait à observer si une goutte d'huile tombait au fond du gobelet) et le mauvais état du matériel et des pratiques d'élevage et de distillation donne souvent un liquide acre et blanc, car n'étant pas vieilli en fût et qui plus est consommé rapidement après distillation, avec les arômes bruts. Il est parfois (souvent ?) même verdâtre, contaminé par le sulfate de cuivre.  Le tafia peut contenir des écorces d'oranges, pour leurs qualités "balsamiques et détersives" (Traité ou abrégé des plantes usuelles de S. Domingue, par M. Pouppé-Desportes, 1770, p453). Trois recettes de Tafia mentionnées dans un mémoire sur la distillation à utiliser au début, milieu et fin de la période de récolte de la canne indiquent que le résultat donne de 23° à 28° pour le produit fini, en y ayant rajouté le distillat des petites-eaux (la queue de distillation, inférieure à la preuve)[2].
- tue-diable ou guildive (francisation de kill-devil). Le rhum du Père Labat utilise toujours le terme « guildive » sur ses bouteilles[3]. La guildive titre 46/47° en sortie d'alambic, le rhum marchand 41-42°, parfois 45° pour le vendre aux Anglais[4]. La guildive est un tafia que l'on a distillé une deuxième fois. On la fortifie également parfois avec les petites-eaux, alors que la méthode anglaise ne le fait pas. Après 1700, guildive devient l'eau-de-vie tirée du vesou (suc extrait de la canne, légèrement chauffé pour le réduire d'un tiers, ce qu'on appelle alors sirop).
- rumbullion (à l'origine du mot « rum »[3]). Le rum ou l'esprit de rum, ou eau-de-barbade, qui est commercialisée par les anglais, utilise deux fois plus de sirop ou d'écume dans la recette. Le wash ainsi réalisé (qu'on appelle grappe en français), monte plus haut en degré après la fermentation et certainement en arôme. L'alambic est plus sophistiqué, avec une régularité de la chauffe par l'utilisation de charbon en place de bois et/ou de bagasse. Il dispose d'un chapeau évasé, est fabriqué en cuivre étamé pour éviter la contamination et dispose également d'un serpentin de cuivre long pour refroidir plus efficacement. Cette compétence de distillation développée en Europe, transmise d'abord par des maîtres Hollandais, puis par les colons anglais du Denvoshire, explique en grande partie la supériorité du rhum sur le taffia jusqu'au début du XIXe siècle.

C'est à la fin de ce siècle que le mot rhum (rum en anglais) se généralise chez les Français. 
C'est à cause du manque de compétitivité du sucre de canne lorsque le sucre de betterave s'est imposé en France à partir de 1812 à la suite d'un décret de Napoléon Ier,, que les colonies françaises se sont retrouvées avec des tonnes de canne que personne ne voulait transformer en sucre et que la production de rhum agricole a pris le dessus. De nombreux acteurs de la filière dans les Antilles se dotent alors de leurs propres distilleries. Le tafia est graduellement remplacé par le « rhum zabitant », le rhum agricole.